# Эпфенбах
Эпфенбах (нем. Epfenbach) — община в Германии, в земле Баден-Вюртемберг.

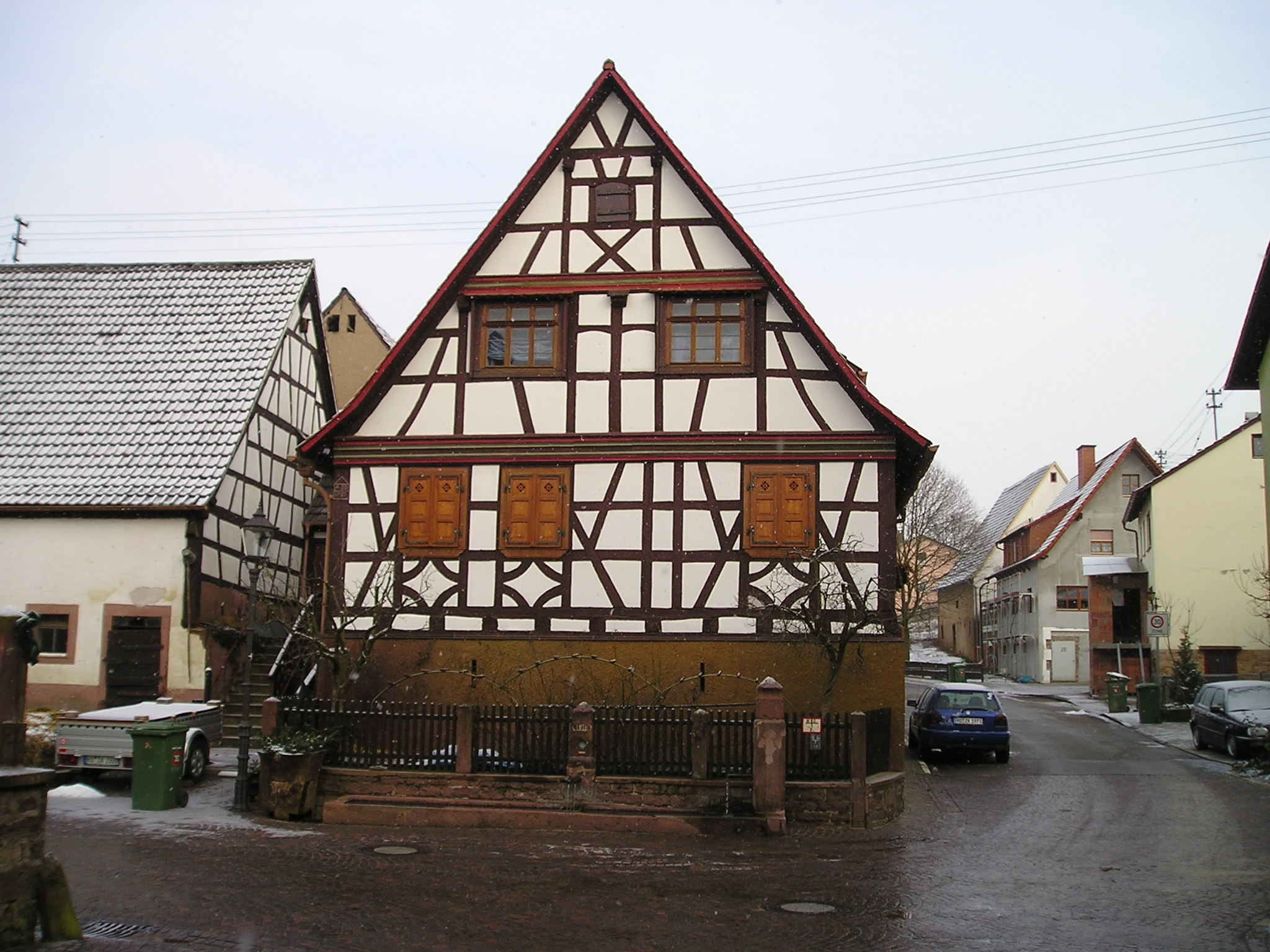
Эпфенбах

Подчиняется административному округу Карлсруэ. Входит в состав района Рейн-Неккар. Население составляет 2504 человека (на 31 декабря 2010 года). Занимает площадь 12,97 км².